# Neber-Bössel-Synthese
Die Neber-Bössel-Synthese ist eine Namensreaktion der organischen Chemie, welche auf die deutschen Chemiker Peter Neber (1883–1960) und seinen Mitarbeiter G. Bössel zurückgeht. Die Reaktion wurde erstmals 1929 zur Synthese von 3-Hydroxylcinnolin veröffentlicht.

## Übersichtsreaktion
Bei der Neber-Bössel-Synthese wird z. B. 2-(2-Aminophenyl)-2-hydroxyessigsäure (1, R = H) zu 3-Hydroxylcinnolin (2, R = H) umgesetzt.

## Reaktionsmechanismus
Ein möglicher Reaktionsmechanismus für die Neber-Bössel-Synthese wird von Zerong Wang wie folgt beschrieben:
2-(2-Aminophenyl)-2-hydroxyessigsäure (1) wird zuerst mit Natriumnitrit und Salzsäure in einer Diazotierungsreaktion zum Diazoniumsalz 2 umgesetzt. Mit Zinndichlorid (SnCl2) erfolgt die Reduktion zum Hydrazin-Derivat, das säurekatalysiert zur Hydrazid-Verbindung cyclisiert. Aus Zwischenstufe 3 entsteht durch erneute Wasserabspaltung und Deprotonierung unter Aromatisierung 3-Hydroxylcinnolin (4).

## Anwendung
Die Neber-Bössel-Synthese findet Anwendung in der präparativen Chemie zur Synthese von Cinnolin-Derivaten.